# Arthur Theate
Arthur Theate (ur. 25 maja 2000 w Liège) – belgijski piłkarz, występujący na pozycji środkowego obrońcy we niemieckim kluble Eintracht Frankfurt oraz w reprezentacji Belgii. Uczestnik Mistrzostw Europy 2024. Został powołany na Mistrzostwa Świata 2022, jednak nie rozegrał żadnego spotkania.

## Kariera klubowa
Swoją karierę piłkarską Theate rozpoczynał w juniorach takich klubów jak: Alliance Melen-Micheroux (2005-2009), KAS Eupen (2009-2011), KRC Genk (2011-2014), Standard Liège (2014-2017), ponownie KRC Genk (2017-2019) i ponownie Standard Liège (2019-2020). W 2020 roku został zawodnikiem KV Oostende. 10 sierpnia 2020 zadebiutował w jego barwach w pierwszej lidze belgijskiej w przegranym 1:2 domowym meczu z Beerschotem. 4 października 2020 w wygranym 3:0 domowym meczu z Royalem Excel Mouscron strzelił swojego debiutanckiego gola w belgijskiej lidze.
26 sierpnia 2021 Theate został wypożyczony do włoskiego klubu Bologna FC 1909. Swój debiut w nim zaliczył 18 września 2021 w przegranym 1:6 wyjazdowym meczu z Interem Mediolan. W debiucie strzelił gola.

## Kariera reprezentacyjna
Theate grał w młodzieżowych reprezentacjach Belgii na szczeblach U-16, U-17, U-18, U-19 i U-21. W reprezentacji Belgii zadebiutował 16 listopada 2021 w zremisowanym 1:1 meczu eliminacji do MŚ 2022 z Walią, rozegranym w Cardiff.

## Statystyki kariery
Klubowe
| Sezon     | Klub                | Kraj    | Rozgrywki       | Mecze | Gole |
| --------- | ------------------- | ------- | --------------- | ----- | ---- |
| 2020/2021 | KV Oostende         | Belgia  | Eerste klasse A | 20    | 1    |
| 2021/2022 | KV Oostende         | Belgia  | Eerste klasse A | 3     | 0    |
| 2021/2022 | Bologna FC 1909     | Włochy  | Serie A         | 31    | 2    |
| 2022/2023 | Stade Rennais       | Francja | Ligue 1         | 35    | 4    |
| 2023/2024 | Stade Rennais       | Francja | Ligue 1         | 28    | 2    |
| 2024/2025 | Eintracht Frankfurt | Niemcy  | Bundesliga      | 31    | 0    |